# Kanton Cadenet
Kanton Cadenet is een voormalig kanton van het Franse departement Vaucluse. Kanton Cadenet maakte deel uit van het arrondissement Apt en telde 16 204 inwoners in 1999. Het werd opgeheven bij decreet van 25 februari 2014, met uitwerking op 22 maart 2015. De gemeenten zijn opgenomen in het nieuwe kanton Cheval-Blanc, met uitzondering van Villelaure dat werd toegevoegd aan het kanton Pertuis.

## Gemeenten
Het kanton Cadenet omvatte de volgende gemeenten:
- Cadenet : 3 883 inwoners (hoofdplaats)
- Cucuron : 1 792 inwoners
- Lauris : 3 102 inwoners
- Lourmarin : 1 119 inwoners
- Mérindol : 1 798 inwoners
- Puget : 589 inwoners
- Puyvert : 541 inwoners
- Vaugines : 466 inwoners
- Villelaure : 2 914 inwoners